# Ewerthon Diógenes da Silva
Ewerthon Diógenes da Silva, noto semplicemente come Ewerthon (11 ottobre 2000), è un calciatore brasiliano, difensore della Juventude in prestito dallo Sport Recife.

## Caratteristiche tecniche
È un terzino destro.

## Carriera
Cresciuto nel settore giovanile dello Sport Recife, debutta in prima squadra il 19 gennaio 2020 giocando l'incontro del Campionato Pernambucano pareggiato 1-1 contro il Náutico; il 9 novembre seguente esordisce nel Brasileirão, scendendo in campo da titolare nella trasferta pareggiata 0-0 sul campo del Ceará.

## Statistiche
Statistiche aggiornate al 6 febbraio 2021.

### Presenze e reti nei club
| Stagione        | Squadra         | Campionato      | Campionato | Campionato | Coppe nazionali | Coppe nazionali | Coppe nazionali | Coppe continentali | Coppe continentali | Coppe continentali | Altre coppe | Altre coppe | Altre coppe | Totale | Totale | Totale |
| Stagione        | Squadra         | Comp            | Pres       | Reti       | Comp            | Pres            | Reti            | Comp               | Pres               | Reti               | Comp        | Pres        | Reti        | Pres   | Reti   |        |
| --------------- | --------------- | --------------- | ---------- | ---------- | --------------- | --------------- | --------------- | ------------------ | ------------------ | ------------------ | ----------- | ----------- | ----------- | ------ | ------ | ------ |
| 2020            | Sport Recife    | A1/PE+A         | 7+7        | 0          | CB              | 0               | 0               |                    | -                  | -                  | CdN         | 1           | 0           | 15     | 0      |        |
| Totale carriera | Totale carriera | Totale carriera | 14         | 0          |                 | 0               | 0               |                    | -                  | -                  |             | 1           | 0           | 15     | 0      |        |